# Доля (міфологія)
До́ля — участь, доля у різних значеннях; у слов'янській міфології цей термін уособлював щасливий життєвий шлях, вдачу. Вважалося, що Доля була даром богів, силою, даною ними людині для подолання життєвих труднощів. Доля з'являлася у момент народження і супроводжувала людину до смерті, у великій мірі впливаючи на її життя та особистість. Доля дається людині передусім матір'ю, обумовлена родом, предками і визначається рожаницями.
Спочатку саме слово "бог" мало значення "доля". У слов'янських міфологічних та фольклорних текстах поряд з доброю Долею як персоніфікацією щастя виступають ще зла (нещасна, лиха) доля, недоля, лихо, судома, нещастя, біда, нужда, злидні — як втілення поганої долі.
Повір'я про Долю пов'язані передусім з осмисленням індивідуальної (особистої, власної) долі як участі, певних переваг, благ, щастя, котрим згори наділяється людина при народженні і котре кожному наче видається з спільного, належного всьому соціуму, обсягу щастя.
Інше персоніфіковане втілення щастя — зустріч (д.-рус. устръча), протиставлення нещастю — невстрече (серб. Срећа і Несрећа у сербській народній поезії). Зустріч уявляли у вигляді красивої дівчини-ткалі, котра плете золоту нитку людської долі. Вона допомагає людям у сільськогосподарських справах та по господарству, а також у вдалих розвагах. Антитезою є Незустріч — Несреча — сива стара бабця з сумним втомленим поглядом. Несреча теж ткаля, але пряде вона занадто тонку нитку.

## Етимологія
Первісне значення слова «доля» (судьба) — частина. 

## Прислів'я та приказки
- Всяку долю Бог посилає.
- Слава Богу, не без долі: збіжжя нема, так діти є!
- Воля, неволя — така наша доля!
- І була би доля, так немає волі.
- Не у волі щастя, а у долі.

## Топоніміка
Окремі дослідники вказують на існування наприкінці XIX століття гори Доля в Прибалтиці.